# 日吉山王祭
日吉山王祭（ひよしさんのうさい/ひよしさんのうまつり）は、滋賀県大津市の日吉大社の祭礼のこと。平安時代以来日吉祭（ひよしさい/ひよしまつり）、江戸時代には山王祭（さんのうさい/さんのうまつり）・日吉山王祭と呼ばれた他、日吉大社の所在地により坂本祭（さかもとさい/さかもとまつり）とも呼ばれた。
鎌倉時代の記録では、延暦10年（791年）に神輿が新造されて坂本から唐崎に渡御したのが最古とされている。古来は4月中旬の午の日から酉の日までの4日間行われて3日目の申の日が主たる行事が行われていたが、現在では新暦の4月12日から15日まで行われて3日目の4月14日に主たる行事を行っている。室町時代までは申の日に勅使が派遣されていた。また、臨時祭も鎌倉時代から室町時代まで行われていた。江戸時代には祭の様子が屏風絵などに描かれた。
ただし、祭りの事前の行事として3月1日に2基の神輿を日吉大社東本宮奥宮がある牛尾山（八王子山）の山頂に運ぶ「神輿上げ」と4月3日に天孫神社（四宮神社）に全長8メートルの榊を奉納する「大榊」の儀式が行われる。
4月12日（かつての午の日）の夕方、甲冑を付けた武者に警固された神輿が牛尾山から東本宮（里宮）に降ろされる。13日（かつての未の日）には甲冑を付けた武者姿の稚児を先頭に造花の大指物を持った青年たちが練り歩く「花渡り式」が行われ、夕方に東本宮の大政所で宵宮落しを行って神輿を荒々しく振った後に西本宮（大宮）拝殿に移される。14日（かつての申の日）が祭りの主会場である西本宮での儀式となり、天孫神社に奉納されていた大榊の還御、神仏分離後も継続されている天台座主による五色の奉幣などに続いて、各社から西本宮に集められた神輿の渡御が行われ、うち2基が神輿船で琵琶湖を渡る船渡御が行われる。神輿船は唐崎沖にて粟津の供御と称される御供え物を捧げ、これを琵琶湖に投じた後に夕方に西大宮に帰還する。15日（かつての酉の日）に諸社の巡拝を行って終了する。